# バイロン原子力発電所
バイロン原子力発電所(バイロンげんしりょくはつでんしょ、英:Byron Nuclear Generating Station)は、アメリカ合衆国イリノイ州にある原子力発電所である。1号機は1985年9月、2号機は1987年8月に運転を開始した。現在はエクセロン社が管理・運営している。この発電所で発電された電力は、主にシカゴ市に送電される。

## 概要
本発電所には2つの加圧水型軽水炉があり、出力は1号機が1164MW、2号機が1136MWである。高さ151mの冷却塔が1つずつ設けられている。冷却水は本発電所から3.2km離れたロック川から取水しており、冷却塔で冷やしてからロック川へ戻される。
本発電所の原子炉容器などが完成する前の1981年に、少なくとも3つのグループが建設中止を求める訴訟を起こしている。

## 事故
2012年1月、2号機の外部電源が失われる事故が発生した。これによって、2号機は緊急停止した。炉の圧力を下げるために低レベル放射性物質のトリチウムを含む蒸気を大気中に放出したが、原発作業員や周辺住民の健康には影響しないレベルだとしている。